# Amazon Prime Video
Amazon Prime Video és un servei de vídeos (pel·lícules i sèries) disponible per a les persones membres d'Amazon Prime. Creat i gestionat per Amazon.com, la plataforma de Prime Video ofereix milers de títols sense cost addicional a l'afiliació mensual o anual a Amazon Prime.

## Història
L'any 2017 Amazon Prime Video va sortir a llançar l'aplicació per a mòbils Android que es podria trobar a Google Play, sense la necessitat de descarregar-se l'app "Underground" d'Amazon. La política de Play Store va ser la que va impulsar aquesta idea d'una app totalment gratuïta perquè Google no permet que en la seva pròpia botiga d'aplicacions actuïn apps amb les mateixes funcions, cosa que feia la "Underground" d'Amazon.

## Subscripció a Prime Video
Les subscripcions a Prime Video estan disponibles a més de 200 països i territoris mitjançant la subscripció vàlida a Prime Video o Amazon Prime. Les ofertes de subscripció varien segons la regió; per tant, durant el procés de subscripció a Amazon Prime Video és probable que es demani seleccionar el país de residència amb l'objectiu de determinar les opcions de subscripció disponibles per a cada usuari/ària. Aquestes subscripcions proporcionen un accés complet a Prime Video sense cost addicional. A més, les subscripcions a Prime Video també permeten accedir a Twitch Prime sense cost addicional.
Aquest servei també ofereix un període de prova gratuït durant els primers 30 dies per als/les nous membres, tal com fan la resta de plataformes de visionat de pel·lícules i sèries com per exemple Netflix i HBO. De la mateixa manera que amb les altres plataformes, en finalitzar el període de prova, es carrega automàticament la quota de subscripció segons el mètode de pagament predeterminat o algun altre registrat en el compte d'Amazon.
La cancel·lació de la subscripció es pot fer en qualsevol moment des de "Mi cuenta", canviant la configuració de la subscripció. També es pot cancel·lar la subscripció abans d'acabar el període de prova de 30 dies per evitar el pagament automàtic mensual de la mateixa manera.
A més, en aquest moment l'opció de descàrrega de títols de Prime Video en dispositius mòbils per poder veure'ls sense connexió només està disponible per als usuaris que tinguin la subscripció de pagament a Prime Video o Amazon Prime.
Com a novetat, aquest servei ofereix un descompte si l'usuari és estudiant amb un email ".edu" vàlid per als sis primers mesos anomenat Amazon Prime Student. Aquest servei proporciona tots els beneficis del Prime oferint alhora un preu assequible per als estudiants. El preu seria la meitat d'una subscripció regular de prime o 5,49 dòlars al mes per la quantitat de mesos que es necessiti.

## El catàleg
Prime Video ofereix principalment contingut original d'Amazon Studios, però també adquisicions amb llicència incloses a la subscripció.
El 27 de juliol de 2018 es va estrenar la primera sèrie original d'Amazon Prime a Espanya, concretament és una docusèrie esportiva. Amb el nom de "Six Dreams", la primera sèrie d'aquesta plataforma explica la història de sis personatges de LaLiga. Els protagonistes són: Saúl Niguez, Iñaki Williams, Andrés Guardado, Amaia Gorostiza, Eduardo Berizzo i Quique Carcel i expliquen la lluita diària d'unes persones en el món del futbol professional.
La plataforma conté un nombre limitat de pel·lícules i sèries. No obstant això, durant el 2018 s'hi ha afegit molt contingut nou, tant de sèries com de pel·lícules. Amazon.com un temps enrere reservava l'emissió dels seus títols originals per a l'estrena d'Amazon Prime Video, i es pot veure que la majoria de contingut de la pàgina és propi. Per exemple, "Transparent" o "The Man in the High Castle".
Els continguts disponibles a Espanya se solen presentar en l'idioma original i doblats al castellà, i ocasionalment en els principals idiomes europeus, però no hi ha continguts disponibles en català. A la majoria de continguts també s'ofereixen de manera opcional els subtítols en castellà i anglès.
És totalment gratuït per als usuaris d'Amazon Prime, factor que fa que Amazon Prime Video estigui sent un servei de vídeo en streaming molt potent, comparable a Netflix o a HBO.
Amazon també ha recuperat els presentadors del programa de cotxes Top Gear i els ha convertit en estrelles del seu nou i propi programa de cotxes: The Grand Tour. També, la gran empresa ha produït la sèrie Crisis en seis escenas dirigida per Woody Allen i protagonitzada per Miley Cyrus, Elaine May i el mateix Allen, que s'ha llançat al públic aquest 2017 tot i que va ser destrossada per la crítica nord-americana.

## Opcions de visualització
Amazon Prime Video ofereix diferents opcions de visualització. Les opcions principals que hi ha són a través de compra, lloguer o subscripció.
Amb el registre a Amazon Prime Video hi ha un període de prova gratuït de trenta dies. Un cop ha finalitzat hi ha l'opció de veure les pel·lícules o sèries que inclou la subscripció a aquesta plataforma, però també hi ha més contingut que per poder veure s'ha de comprar, llogar o, fins i tot, subscriure's a través d'Amazon Prime Video a altres serveis de video o plataformes. Però tot això té limitacions.
El contingut comprat només es pot veure en dos dispositius a la vegada si és la mateixa pel·lícula o sèrie, i, si no ho és, en tres dispositius a la vegada amb el mateix compte. En aquest el període de visualització és indefinit.
El contingut llogat només és pot veure en un dispositiu a la vegada si és la mateixa pel·lícula o sèrie, i si són diferents, en tres dispositius a la vegada amb el mateix compte. En aquest cas el període de visualització és de trenta dies per començar a veure-ho i quaranta-vuit hores per acabar-ho de veure un cop s'ha començat. També existeix l'opció de pagament per visionat. La diferència que hi ha amb la de lloguer és que el període de visualització en aquest és de vint-i-quatre hores.
Pel que fa a les subscripcions, amb la subscripció a Amazon Prime Video es poden veure tres pel·lícules o sèries diferents a la vegada utilitzant el mateix compte, però no es pot veure la mateixa en més de dos dispositius a la vegada. El període de visualització permet veure les vegades que es vulgui el contingut inclòs en la subscripció fins que aquesta acabi. Per acabar, hi ha les subscripcions complementaries a altres serveis de video com MAX, Showtime i Starz a través d'Amazon Prime Video. Es poden veure, també, fins a tres pel·lícules o sèries diferents amb el mateix compte a la vegada, però si és la mateixa només en un dispositiu a la vegada. El període de visualització és indefinit fins que finalitzi la subscripció a la plataforma en qüestió.
Dins d'aquestes opcions hi ha alguns continguts disponibles per descarregar.